# 海事補佐人
海事補佐人（かいじほさにん）は、海難審判において、受審人（被懲戒請求者）に選任され、その操船上の技術上、事実上の主張を代弁する者である。

## 概説
2008年改正海難審判法下で、海難審判所が設置され、職務上の故意または過失によって海難を発生させた海技士・小型船舶操縦士・水先人に対して懲戒を行うこととなった（これに対して、原因究明は運輸安全委員会が担う）。このための手続が海難審判である。海難審判では、裁判に類似した手続が取られ、理事官が検察官役を、審判官が裁判官役を、海事補佐人が弁護人役を果たす。
海事補佐人制度に試験制度は存在せず、次の各号のいずれかに掲げる資格があれば登録ができる（海難審判法施行規則第19条）。
- 一級海技士（航海・機関・通信・電子通信のいずれか）の免許を受けた者
- 審判官（海難審判所）または理事官（海難審判所）の職にあった者（海難審判庁廃止前の海難審判法第10条1項に規定する海難審判庁審判官もしくは海難審判庁理事官または3年以上海難審判庁副理事官の職にあった者を含む。）
- 海難審判法施行令第2条2号ニに定める教授もしくはこれに相当する職にあった者もしくは3年以上同号ニに定める准教授もしくはこれに相当する職にあった者
- 次に掲げる教育機関の船舶の運航または船舶用機関の運転に関する学科の教員のうち10年以上教諭もしくはこれに相当する職にあった者
  - 学校教育法第1条の高等学校または中等教育学校
  - 独立行政法人海技教育機構
  - 海上保安学校
  - 廃止前の独立行政法人海員学校法に規定する独立行政法人海員学校もしくは独立行政法人化前の国土交通省または運輸省の施設等機関であった海員学校
- 弁護士の資格がある者

## 課題
2008年改正海難審判法下で、海難審判は活発化しており、海事補佐人の活動は、海技士・船舶所有者・船会社の権利利益を保護し、適正な処分を確保するために必要不可欠となっているが、その数は足りていない。そのため、内航船等の小規模な船舶会社・個人船舶所有者等は、実質的な防御の機会を与えられることなく戒告や業務停止を受ける事態が生じてしまっている。同時に、弁護士資格者以外の資格によって海事補佐人に登録した者は、法的知識を持たず、適切な法的主張がなされることが担保されていない。そこで、登録資格を拡大するとともに、法的知識を担保する制度の導入が必要とされている。